# Diritto alla vita (film)
Diritto alla vita (License to Kill), anche distribuito col titolo di Second Justice, è un film TV del 1984 diretto da Jud Taylor. Racconta di un ubriaco alla guida che colposamente uccide una ragazza.

## Trama
Stati Uniti, 1984. Lynne Peterson è una liceale appena diplomata. Sta andando a una festa con la sua auto quando è vittima di un terrificante incidente stradale che la uccide. Il guidatore dell'auto assassina, Tom Fiske, era completamente ubriaco: non ha visto uno stop e ha attraversato il corrispondente incrocio a tutta velocità, provocando un disastroso frontale. Lui ha riportato solo qualche contusione. Lynne è stata estratta dalle lamiere in fin di vita: è morta poco dopo in ospedale.
L'orribile notizia arriva a casa Peterson. La sorellina Amy continua a piangere ("Ditemi che non è vero..."). La madre Judith si mette a letto e non vuole più alzarsi. Il padre John reagisce in modo diverso: a qualsiasi costo, vuole mandare in carcere quell'uomo.
Fiske, colpevole di omicidio stradale, continua con indifferenza la sua vita di incessante ubriachezza, sicuro che, dati i suoi appoggi, nessuno lo potrà mai accusare. Viene avviato un processo per omicidio colposo e guida in stato di ebbrezza. L'accusa è rappresentata dal giovane procuratore Martin Sawyer. Tom assume un difensore (costosissimo e disonesto), l'avvocato Webster, che riesce ad ottenere più di un rinvio e a far invalidare una importante prova a carico del suo assistito, un campione di sangue prelevato poco dopo l'incidente (dal tasso alcolico elevatissimo). 
La motivazione è che il suddetto campione sarebbe rimasto incustodito per alcune ore e potrebbe quindi essere stato manomesso.
Ma Sawyer presenta al giudice Miriam Roth due prove schiaccianti:
le ricevute di due locali dove, in quella giornata, Fiske aveva consumato superalcolici in grande quantità, per poi mettersi, con grandissima incoscienza e a dispetto di tutte le leggi, al volante. Ne segue una condanna a due anni di carcere. John è relativamente soddisfatto di questa sentenza, anche se non gli restituisce sua figlia. Piano piano anche la sua famiglia si riprende: la vita continua.

## Distribuzione
Il film è stato trasmesso per la prima volta dalla TV statunitense nel gennaio 1984. È uscito per il mercato home video nel 2008, distribuito da Echo Bridge Home Entertainment.